# Jürgen Becker
Jürgen Becker (Colonia, 10 luglio 1932 – Colonia, 7 novembre 2024) è stato un poeta, scrittore e autore radiofonico tedesco.

## Biografia
Già autore per la Westdeutscher Rundfunk Köln di programmi radiofonici, emerse alla fine degli anni '60 come autore sperimentale, sia di poesie sia di lavori in prosa. Il suo stile è caratterizzato dalla rottura di ogni schema, incluse le convenzioni tipografiche e ortografiche, e da una poesia che fa ampio ricorso alla libera associazione di idee, e che si muove liberamente reale e immaginario e tra mondo esterno ed universo interiore.
Morì a Colonia il 7 novembre 2024 all'età di 92 anni.

## Vita privata
Nel 1965 si sposò con la pittrice Rango Bohne con la quale ebbe un figlio e rimase vedovo nel 2021.